# 252-я бронетанковая дивизия «Синай»
252-я бронета́нковая диви́зия «Сина́й» (ивр. אוגדה 252, עוצבת סיני‎) — резервная бронетанковая дивизия в составе Южного военного округа Армии обороны Израиля.

## Состав
В состав дивизии входят, помимо прочего:
- 10-я резервная бронетанковая бригада «Харель» (ивр. חטיבת הראל‎)
- 12-я резервная пехотная бригада «Ха-Негев» (ивр. חטיבת הנגב‎)
- 14-я резервная бронетанковая бригада «Ха-Махац» (также: «Ха-Бизон») (ивр. חטיבת המחץ‎)
- 16-я резервная пехотная бригада «Йерушалаим» (ивр. חטיבת ירושלים‎)
- 454-я артиллерийская бригада «Ха-Тавор» (ивр. עוצבת התבור‎)
- Резервный батальон связи дивизионного подчинения (ивр. גדחי"ק‎ гадхи́к)
- Дивизионная часть тылового обеспечения (ивр. אגד לוגיסטי אוגדתי‎)

## История
Дивизия была основана в 1968 году в качестве регулярной командной структуры, объединяющей бронетанковые войска на занятом в ходе Шестидневной войны Синайском полуострове (отсюда дополнительное название дивизии в ту пору: Штаб бронетанковых войск в Синае — ивр. מפקדת הכוחות המשוריינים בסיני‎ Мифке́дет ха-кохо́т ха-мешурьяни́м бе-Сина́й).
В состав дивизии вошли, помимо прочего, 14-я бронетанковая бригада «Ха-Махац», 401-я бронетанковая бригада «Иквот ха-Барзель», артиллерийская бригада, 275-я территориальная бригада, инженерный батальон. На дивизию была возложена также задача воздвижения линий обороны и фортификационных сооружений, включая «Линию Бар-Лева», на полуострове.
Среди действий дивизии в ходе последовавшей египетско-израильской Войны на истощение, помимо прочего, артиллерийский обстрел нефтеперерабатывающих заводов города Суэц 9 марта 1969 года.

### Участие в Войне Судного дня
Во время Войны Судного дня в состав дивизии вошли следующие части:
- 401-я бронетанковая бригада «Иквот ха-Барзель» (танки «Магах») под командованием полковника Дана Шомрона
- 164-я бронетанковая бригада «Харель» (танки «Центурион») под командованием полковника Авраама Барама (с 18 октября, вследствие перевода Барама в 875-ю бригаду «Ха-Закен», командование бригадой принял заместитель комдива бригадный генерал Барух («Пинко») Арбель)
- 875-я мотострелковая бригада «Ха-Закен» под командованием полковника Арье «Биро» Даяна (вследствие ранения сменённого 18 октября Авраамом Барамом)
- Сводное подразделение «Коах Гранит» под командованием главы штаба дивизии полковника Исраэля Гранита, включившее батальон из 164-й бронетанковой бригады, 202-й батальон «Цефа» 35-й десантной бригады «Цанханим» и вспомогательное подразделение из состава 52-го батальона 14-й бронетанковой бригады «Ха-Махац»
- 209-я артиллерийская бригада «Кидон» под командованием полковника Яакова Эреза
- 189-я резервный рекогносцировочный батальон под командованием подполковника Моше Инбара
- 601-й инженерный батальон

Накануне Войны Судного дня в дивизии была запланирована смена командиров: 8 октября 1973 года Кальман Маген должен был сменить на посту комдива Авраама (Альберта) Мандлера. Однако в пятницу, 5 октября, в дивизии была объявлена боевая готовность, а 6 октября, в 14:00, началась массивная египетская атака на израильские позиции, повлёкшая значительные потери в силах дивизии.
Оставшиеся силы дивизии были направлены в последующие дни к южному сектору Суэцкого канала. 13 октября от прямого попадания снаряда погиб комдив Авраам Мандлер, на смену которому был назначен Кальман Маген.
14 октября силы дивизии отразили атаку 25-й бронетанковой бригады египетской армии в перевале Гиди и разбили 3-ю бронетанковую бригаду египетской армии в бою в Вади-Мабук.
После форсирования Суэцкого канала израильскими войсками силы дивизии пересекли канал вместе с силами 143-й и 162-й бронетанковых дивизий и зачистили западный берег канала при продвижении к южному сектору канала.

### Участие в Первой ливанской войне
Накануне Первой ливанской войны, вследствие вывода войск из Синайского полуострова в рамках египетско-израильского мирного договора, силы (всё ещё регулярной) дивизии были передислоцированы в пустыне Негев. При этом оперативные планы предписывали переброс дивизии на север в случае начала боевых действий в Ливане, и дивизия проводила активные учения в этом направлении (включая дивизионные учения на Голанских высотах осенью 1981 года) под координацией Северного военного округа и Северного корпуса.
На начало войны в состав дивизии входили, помимо прочего, 14-я бронетанковая бригада «Ха-Махац», 401-я бронетанковая бригада «Иквот ха-Барзель» (обе бригады были подкреплены резервным танковым батальоном), подкреплённая резервными соединениями 209-я артиллерийская бригада «Кидон», пехотный батальон «Шакед», находящийся на стадии формирования инженерный батальон, разведывательное подразделение, дивизионная часть тылового обеспечения. Под командование дивизии были поставлены также части 7-й бронетанковой бригады «Саар ми-Голан» и 200-й бронетанковой бригады «Эгроф ха-Барзель», а также пехотная бригада на основе курсантов 1-й учебной базы (Офицерской школы).
В начале войны дивизия была направлена на восточный сектор боевых действий, где приняла участие в боях с палестинскими боевиками на юге Ливана 6—7 июня 1982 года под прямым командованием Северного военного округа, а с 7 по 11 июня — под командованием Северного корпуса — в боях с боевиками и с сирийской армией. Завершив возложенные на неё боевые задачи накануне перемирия между Сирией и Израилем, дивизия остановила своё продвижение на окраине деревни Янта около сирийско-ливанской границы, подступив также к ракетной базе в Джебел-Сафха внутри сирийской территории.
Дивизия находилась под командованием Северного корпуса до июля 1982 года, после чего была переведена под командование Центрального корпуса до октября 1982 года. Затем на дивизию была возложена задача поддержания территориальной обороны района Джебел-Барух вплоть до западных склонов сирийского Хермона.
За время боевых действий с 6 по 11 июня потери дивизии составили 13 убитых, 116 раненых, 8 танков и 4 бронетранспортёра.

### Дальнейшая история
После двух лет дислокации в Ливане дивизия была выведена из Ливана и размещена в Иорданской рифтовой долине. В 1985 году дивизия была вновь введена в Ливан, но с выводом основной части израильских войск из Ливана в том же году было решено расформировать регулярную дивизию и сформировать на её основе резервную дивизию, объединённую на некоторый период с 440-й дивизией трофейных танков.
В 2005 году идентификация дивизии (прозвище, эмблема и номер) была передана 380-й резервной бронетанковой дивизии Южного военного округа, ранее объединённой с Национальным центром учений сухопутных войск (ивр. מל"י‎).
До 2016 года была объединена с Национальным центром учений сухопутных войск (ивр. מל"י‎), но затем центр был выведен из состава дивизии.
В ноябре 2023 года дивизия приняла участие в штурме Газы в ходе вторжения Израиля в сектор Газа.

## Командиры дивизии
| Имя                      | Период         | Комментарий |
| Авраам Адан              | 1968—1969      | В дальнейшем генерал-майор (алуф)                                                                                            |
| Шломо Лахат              | 1969—1970      | В дальнейшем генерал-майор (алуф)                                                                                            |
| Дан Ланер                | 1970—1972      | В звании генерал-майора (алуф)                                                                                               |
| Авраам (Альберт) Мандлер | 1972—1973      | В звании генерал-майора (алуф); погиб во время исполнения должности в ходе Войны Судного дня                                 |
| Кальман Маген            | 1973—1974      | В звании генерал-майора (алуф); командовал дивизией в ходе продолжения Войны Судного дня; умер во время исполнения должности |
| Йекутиэль Адам           | 1974           | В звании генерал-майора (алуф)                                                                                               |
| Авраам Ротем             | 1974—1975      | В звании генерал-майора (алуф)                                                                                               |
| Авраам Барам             | 1975—1977      | |
| Барух Харель             | 1977—1978      | |
| Йоси Пелед               | 1978—1980      | В дальнейшем генерал-майор (алуф)                                                                                            |
| Эхуд Барак               | 1980—1981      | В дальнейшем генерал-лейтенант (рав-алуф), 14-й Начальник Генштаба армии, министр обороны и премьер-министр Израиля          |
| Иммануэль Сакель         | 1981—1982      | Командовал дивизией в ходе Первой ливанской войны; в дальнейшем генерал-майор (алуф)                                         |
| Яаков Лапидот            | 1982—1983      | В дальнейшем генерал-майор (алуф)                                                                                            |
| Амос Кац                 | 1985—1985      | |
| Йом-Тов Тамир            | 1985—1986      | |
| Йоси Меламед             | 1986—1989      | |
| Цви Кан-Тор              | 1989—1991      | |
| Ури Агмон                | 1991—1994      | |
| Ицхак Эйтан              | 1994—1995      | В дальнейшем генерал-майор (алуф)                                                                                            |
| Меир Гахтан              | 1995—1997      | |
| Исраэль Зив              | 1997—1999      | В дальнейшем генерал-майор (алуф)                                                                                            |
| Меир Клифи               | 1999—2001      | В дальнейшем генерал-майор (алуф)                                                                                            |
| Йоси Сильман             | 2001—2002      | |
| Дан Битон                | 2002—2005      | В дальнейшем генерал-майор (алуф)                                                                                            |
| Узи Москович             | 2005—2007      | В дальнейшем генерал-майор (алуф)                                                                                            |
| Гай Цур                  | 2007—2009      | В дальнейшем генерал-майор (алуф)                                                                                            |
| Ави Ашкенази             | 2009—2012      | |
| Рони Нума                | 2012—2014      | В дальнейшем генерал-майор (алуф)                                                                                            |
| Мики Эдельштейн          | 2014—2016      | В дальнейшем генерал-майор (алуф)                                                                                            |
| Саар Цур                 | 2016—2018      | В дальнейшем генерал-майор (алуф)                                                                                            |
| Янив Алалуф              | 2018—2019      | |
| Дадо Бар Калифа          | 2019—2022      | В дальнейшем генерал-майор (алуф)                                                                                            |
| Ицик Коэн                | 2022           | Временно исполняющий обязанности, командовал параллельно дивизией «Эдом»; в дальнейшем генерал-майор (алуф)                  |
| Моран Омер               | 2022—2024      | |
| Йехуда Вах               | с августа 2024 | |